# Romario Ibarra
Romario Andrés Ibarra Mina (ur. 24 września 1994 w Atuntaqui) – ekwadorski piłkarz występujący na pozycji skrzydłowego, reprezentant Ekwadoru, od 2024 roku zawodnik Independiente del Valle.
Jego brat Renato Ibarra również jest piłkarzem.